# Chimo Bayo
Joaquín Isidoro Bayo Gómez, conegut popularment amb el nom de Chimo Bayo (València, 25 d'octubre de 1961) és un discjòquei, productor musical i showman conegut per ser una de les figures més populars de la Ruta del bakalao.

## Trajectòria professional
Chimo Bayo va iniciar-se en el món de la música electrònica durant la dècada del 1980 després de patir un accident que va estroncar la seva carrera com a pilot de motocròs.
Va especialitzar-se en el gènere del bakalao amb un ús característic de bases elctròniques i veus repetitives. Tot i que es considera el màxim exponent de la Ruta del bakalao, en realitat mai en va formar part directament i punxava en un circuit paral·lel.
L'any 1987 va editar el seu primer disc, Ráyate, del qual en va vendre més de 20.000 còpies. El seu primer èxit va ser el senzill Así me gusta a mí publicat l'any 1991, del qual en va vendre més d'un milió de còpies a tot el món.
Arran de la seva popularitat va realitzar diverses gires per Europa i per Àsia, destacant una actuació davant de més de 55.000 persones al Tokyo Dome l'any 1992.
L'any 2016 Chimo Bayo publicà la seva primera novel·la, junt amb la periodista Emma Zafón "No iba a salir y me lié", plasmant en el llibre les seves vivències de la Ruta Destroy en forma d'obra de ficció. I l'any 2018 llençaria al mercat el vi Hu Ha amb Bodegas Arráez. També ha aparegut en algunes campanyes publicitàries, com ara la promoció de la tercera temporada de la sèrie de Netflix Narcos o un anunci radiofònic dels plans de pensions de Bankia.
Actualment continua en actiu oferint sessions de música techno privades.

## Discografia
LP
- 1987: Ráyate

EP
- 1991: Así me gusta a mi
- 1992: Bombas bombas
- 1992: Química
- 1993: La tía Enriqueta
- 1995: Vamos al espacio exterior
- 1996: Búscala
- 2007: Remixes 2007

Recopilatoris
- 2007: Génesis